# 全ロシア人民戦線

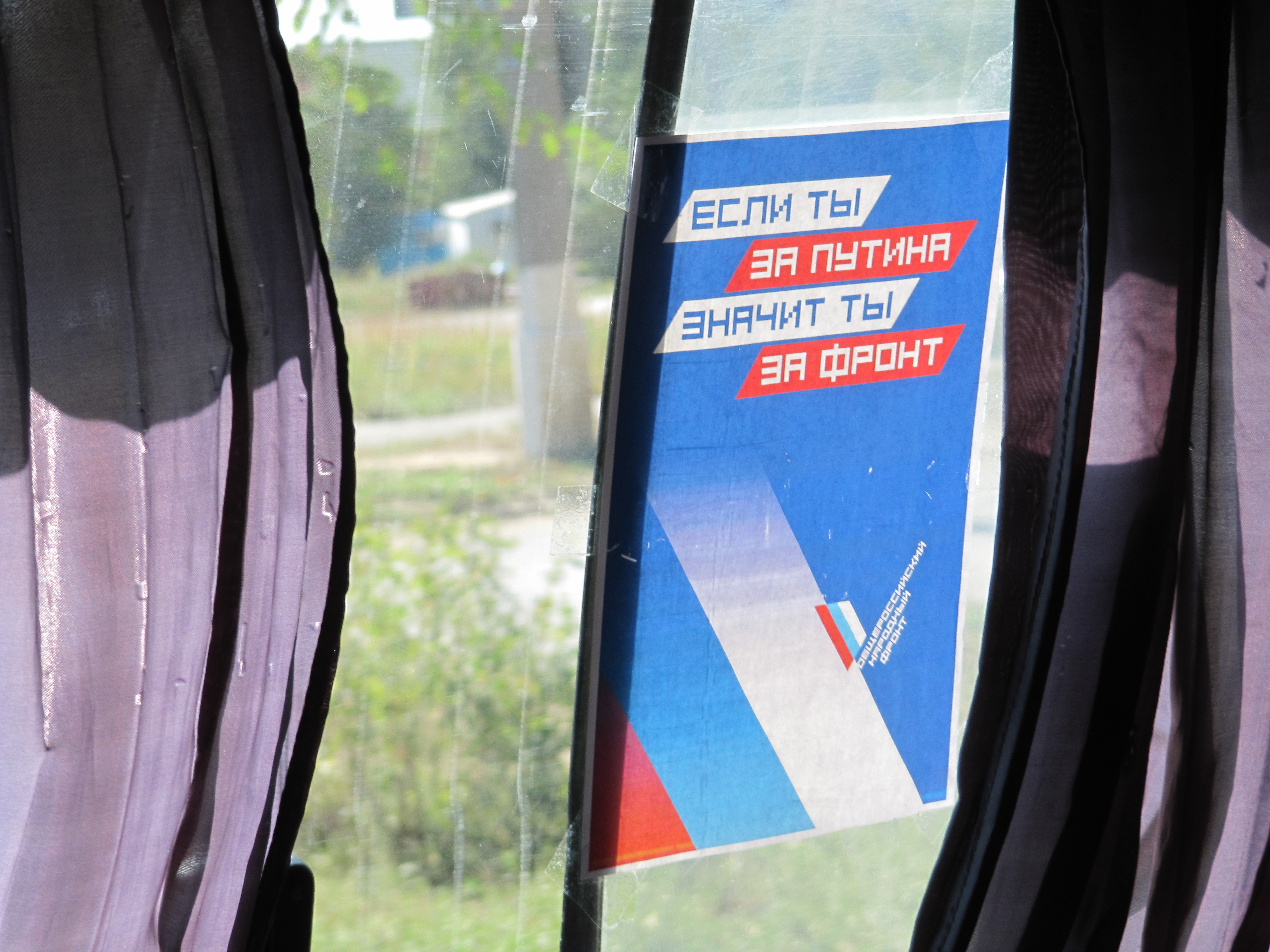
全ロシア人民戦線のポスター

全ロシア人民戦線（ぜんロシアじんみんせんせん、ロシア語：Общероссийский народный фронт）は、ロシア連邦大統領ウラジーミル・プーチンを支援する超党派の社会団体、国民運動体である。「全ロシア国民戦線」とも。

## 歴史
2011年5月6日、同年12月の下院選と2012年の大統領選に向け、当時ロシア首相であったプーチンがこの団体の設立を発表。
2013年3月29日には、プーチンがこの団体の「社会団体」への格上げおよび、同年6月に創設大会を行うよう求めた。
2013年6月12日、設立大会を「ロシアの日」に合わせて開催。

## 加盟団体
- 統一ロシア[1]
- 祖国（ロージナ）[1]
- ロシアの愛国者
- ウクライナ進歩社会党[2]

## 団体の位置づけ
プーチンは、もともとは政党である「統一ロシア」を支持母体としていた。ところが、統一ロシア内部では2000年代後半から議員や幹部の汚職や選挙不正などが明るみに出ることが多くなり、ロシア国民の党に対するイメージが低下していっている。そこで、プーチンは統一ロシアを事実上見限って、他の親政権党およびプーチンを支持する国民を取り込み、「国民の指導者」として自身の権力の安泰とイメージ向上を図ろうという戦略があるとされる。
この団体の創設は、統一ロシアを介さず、ロシア国民とプーチン大統領を直接結び付けるための戦略とされているが、プーチンによる独裁体制が更に顕著になり、政党政治が形骸化するという見方もある。